# Sobór Zaśnięcia Matki Bożej w Damaszku
Sobór Zaśnięcia Najświętszej Matki Bożej – katedra prawosławnego Patriarchatu Antiocheńskiego. Położona jest w starej dzielnicy Damaszku.

## Historia
Pierwsze informacje o świątyni pochodzą z II wieku. W 1342 r. uzyskała ona status soboru patriarszego, który ma do dziś. Od tego czasu katedra była wielokrotnie przebudowywana. W 1860 r. w czasie pogromu chrześcijan sobór uległ zniszczeniu. Trzy lata później został odbudowany i powiększony.

## Architektura
Świątynia murowana, trójnawowa, z wolnostojącą wieżą-dzwonnicą.

### Wnętrze
Wewnątrz znajduje się bogato zdobiony ikonostas w klasycznym stylu bizantyjskim. Po obu stronach nawy głównej znajdują się dwie drewniane ambony. Wewnątrz stoi też rzeźbiony tron patriarszy.

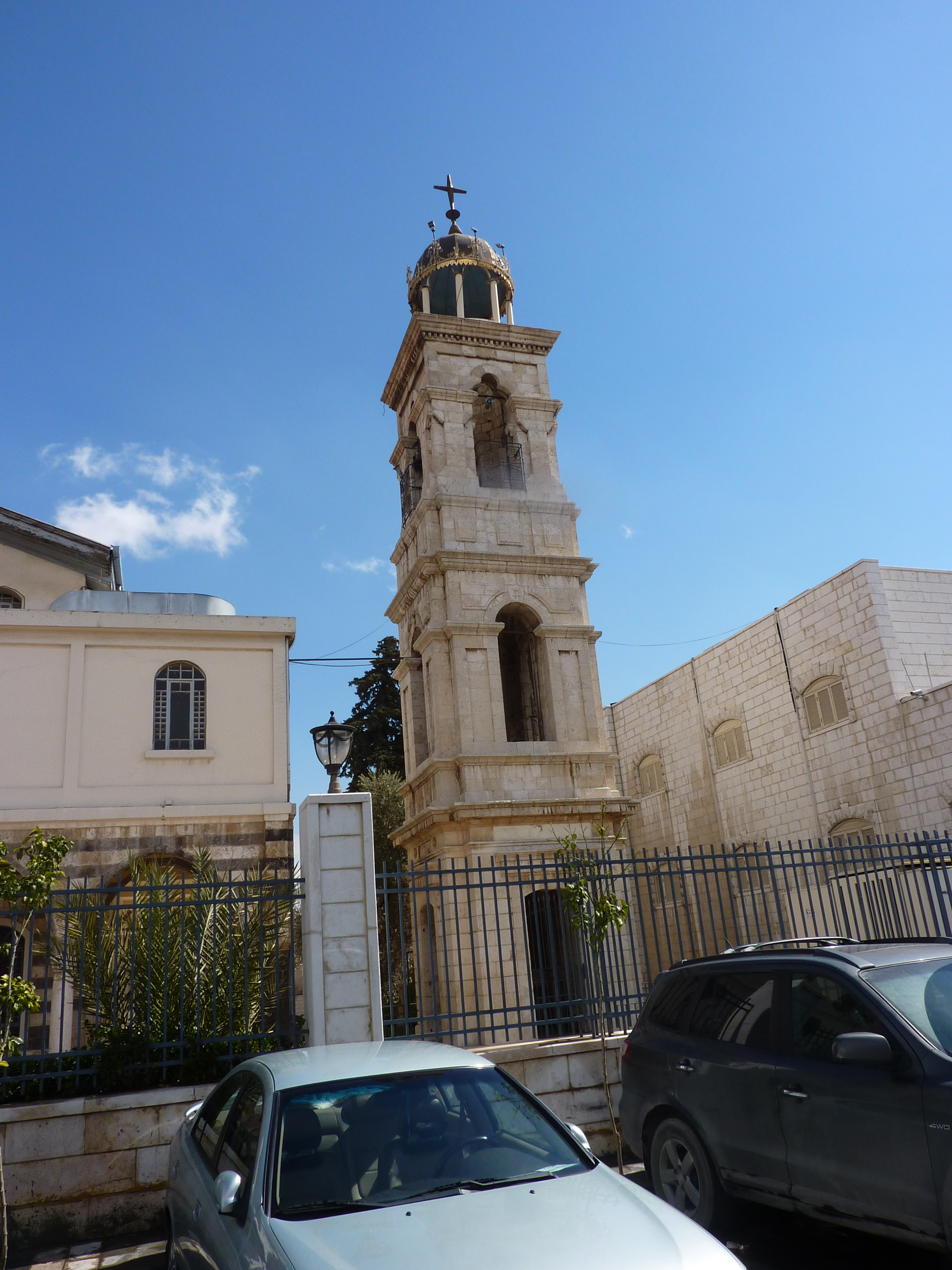
Dzwonnica